# Aphaenogaster ashmeadi
Aphaenogaster ashmeadi is een mierensoort uit de onderfamilie van de Myrmicinae. De wetenschappelijke naam van de soort is voor het eerst geldig gepubliceerd in 1895 door Emery.